# Chlorotettix rotundus
Chlorotettix rotundus är en insektsart som beskrevs av Brown 1933. Chlorotettix rotundus ingår i släktet Chlorotettix och familjen dvärgstritar. Inga underarter finns listade i Catalogue of Life.